# Cerro Heim
El cerro Heim es una montaña en el campo de hielo patagónico sur Se encuentra en la provincia de Santa Cruz, Argentina y forma parte del parque nacional Los Glaciares. Previamente al acuerdo de 1998 entre Argentina y Chile este cerro era considerado como limítrofe por Chile y fue erigido como un hito por los peritos de ambos países en las actas de 1898. Se encuentra a una altitud de 2521 m s. n. m..

## Historia
Tras la firma del tratado de 1881 entre Argentina y Chile, el límite en la zona fue definido en 1898 por los peritos encargados de demarcar, Francisco Pascasio Moreno de Argentina y Diego Barros Arana de Chile. El Heim fue declarado un hito fronterizo. Los peritos no tuvieron diferencias en la zona entre el monte Fitz Roy y el cerro Stokes a diferencia de los otros territorios que fueron sometidos a arbitraje en el laudo de 1902. Se definió el límite sobre los siguientes hitos montañosos y su continuidad natural: Fitz Roy, Torre, Huemul, Campana, Agassiz, Heim, Mayo y Stokes.
En 1998 se firma el «Acuerdo entre la República de Chile y la República Argentina para precisar el recorrido del límite desde el Monte Fitz-Roy hasta el Cerro Daudet», definiéndose la sección A y una pequeña parte de la B, quedando pendiente la zona entre el Fitz Roy y el Murallón.